# Pantorhaestes xanthostomus
Pantorhaestes xanthostomus är en stekelart som först beskrevs av Johann Ludwig Christian Gravenhorst 1829.  Pantorhaestes xanthostomus ingår i släktet Pantorhaestes och familjen brokparasitsteklar. Arten är reproducerande i Sverige.

## Underarter
Arten delas in i följande underarter:
- P. x. alpinator
- P. x. baueri
- P. x. frontalis